# Chaos Theory (Film)
Chaos Theory ist eine US-amerikanische Tragikomödie aus dem Jahr 2008 mit Ryan Reynolds, Emily Mortimer und Stuart Townsend. Der Film wurde von Marcos Siega inszeniert, geschrieben von Daniel Taplitz und in Coquitlam und Squamish, British Columbia, gedreht.

## Inhalt
Frank Allen ist ein professioneller Redner, der Vorlesungen über Zeitmanagement hält. Er geht mit gutem Beispiel voran: Er maximiert seine Effizienz perfekt, indem er sein eigenes Leben auf die Minute genau plant. Er liebt seine Frau Susan und ihre kleine Tochter Jesse sehr.
Am Tag eines wichtigen Seminars, das sein Durchbruch in der Vorlesungsreihe des Unternehmens sein könnte, ändert Susan ihre Uhr um 10 Minuten, um ihm Zeit zu geben, an diesem wichtigen Tag einen bedeutungslosen Auftrag für sie zu erledigen, aber sie bewegt sie in die falsche Richtung. Von der verpassten Fähre bis zur karriereschädigenden Tatsache, dass er dann zu spät zu seinem Vortrag über Zeitmanagement kommt, erlebt Frank einen gebrauchten Tag. Er liebt seine Frau aber so sehr, dass er, als die schöne Paula sein Hotelzimmer aufsucht, sich auszieht und auf ihn springt, sich entschuldigt und mitten in der Nacht nach Hause geht.
Während er durch die Nacht nach Hause fährt, sieht er eine schwangere Frau, Nancy, die Wehen hat und den Fremden mitnimmt. Im Krankenhaus wird Frank gebeten, einige Unterlagen auszufüllen. Er schreibt fälschlicherweise seine eigenen Informationen nieder und die Krankenschwestern im Krankenhaus nehmen an, dass er der Vater ist.
Bevor Frank nach Hause kommt, ruft eine Krankenschwester aus dem Krankenhaus an und versucht, "den Vater" zu erreichen. Susan glaubt sofort, dass es Franks Baby ist und dass er sie betrügt und ein Doppelleben führt. Als Frank nach Hause kommt, weigert sie sich, ihn das Missverständnis aufklären zu lassen und wirft ihn innerhalb weniger Momente aus dem Haus. Ihre Reaktion in den nächsten Tagen ist übertrieben, sie weigert sich, mit Frank zu sprechen und erlaubt ihm nur, Jesse nach der Schule zu sehen.
Frank hat keine andere Wahl, als Susan einen wissenschaftlichen Beweis zu liefern. Er sucht einen Arzt für einen Vaterschaftstest auf, erhält jedoch die Diagnose, dass er sich zunächst nie reproduzieren konnte, da er an Klinefelter-Syndrom leidet. Die unbestreitbare Wahrheit über Jesse und damit Susans eigene Untreue verwüstet Frank - erklärt aber auch, warum Susan so augenblicklich voraussetzte, dass Frank ein Betrüger war, ihn mit unversöhnlicher Verachtung behandelte und sich weigerte, ihn überhaupt versuchen zu lassen, die Situation zu klären.
Ein paar Tage später bringt Nancy ihr Baby zum Haus der Allens in der Hoffnung, Frank für seine Freundlichkeit zu danken, trifft allerdings nur Susan an. Nancy klärt das Missverständnis auf. Susan ignoriert daraufhin ihr grausames Verhalten der letzten Tage und erwartet, dass Frank einfach nach Hause kommt und sich so verhält, als wäre sie diejenige, die ihm vergeben hat.
Aber der Schaden ist angerichtet, als Frank erkennt, dass er derjenige in der Beziehung war, der treu war. 
Nachdem er in seinem eigenen Zeitmanagement-Vortrag eine lebensverändernde Rede über das Leben aus einer Laune heraus gehalten hat, beschließt er, sein Leben von diesem Moment an zufällig zu leben. Er beginnt seine reformierte Lebenseinstellung mit der einfachen Idee von Möglichkeit und Zufälligkeit, indem er seine Entscheidungen auf der Grundlage des Mischens von drei Karteikarten mit schriftlichen Optionen und der zufälligen Auswahl einer Karteikarte trifft. Auf seiner Reise lernt er mehr über Liebe, Freundschaft, Glauben, Hoffnung und Leben, als er sich jemals vorgestellt hat.

## Rezeption
Chaos Theory erhielt allgemein negative Bewertungen. Bei Metacritic erhielt der Film einen Metascore von 44/100, basierend auf 18 Rezensionen, bei Rotten Tomatoes waren 31 Prozent der 59 Rezensionen positiv. Der kritische Konsens lautet: „Ryan Reynolds und Emily Mortimer tun, was sie können, aber letztendlich ist [der Film] eine übermäßig konventionelle Tragikomödie“.